# Brennbichl (Samerberg)

Weiler Brennbichl am nördlichen Fuß des Heubergs, aus westlicher Richtung gesehen

Weiler Brennbichl aus südlicher Richtung gesehen, links von der Bildmitte am Horizont auf dem Bergrücken die Silhouette der Filialkirche von Steinkirchen

Brennbichl ist ein Gemeindeteil von Samerberg im Landkreis Rosenheim, Regierungsbezirk Oberbayern.

## Geographische Lage
Die Gemeindeteile von Samerberg liegen östlich des Inns räumlich verstreut auf einem etwa sieben Kilometer langen hügeligen Hochplateau in ca. 600 bis 750 m Höhe ü. NHN zwischen Nußdorf im Inntal im Südwesten und Frasdorf an der Autobahn A 8 München–Salzburg im Nordosten. Der Weiler Brennbichl bei Roßholzen befindet sich am südlichen Rand des Wohngebiets Samerberg auf einer Anhöhe am nördlichen Fuß des Heubergs an der Grenze zu Nußdorf, südwestlich von Grainbach und östlich von Nußdorf.

## Geschichte
In einer Schenkungsurkunde des 12. Jahrhunderts erscheint Brennbichl, das im 19. Jahrhundert Brennbühel genannt wurde, unter dem Ortsnamen Frimpuole und wird als Gut (Praedium) bezeichnet. Der in Grounpach, dem heutigen Grainbach, mit seiner Frau Bertha wohnhafte Arnold de Grounpach, der ein Ministeriale des Herzogs Konrad von Dachau war, vermachte das Gut um 1135 dem Kloster Herrenchiemsee. Im Jahr 1150 schenkte er dem Kloster außerdem ein kleines Landgut, zu dem auch eine Mühle gehörte, die an dem von Grainbach in Richtung Achenmühle abfließenden Achenbach gelegen haben dürfte.
Der Weiler Brennbichl ist heute ein landwirtschaftlich geprägter kleiner Ort. Es gibt dort einen größeren Bauernhof und daneben ein paar kleinere Wohnhäuser.
Brennbichl gehörte früher zu Roßholzen. Im Jahr 1969 wurde in Roßholzen, Grainbach, Steinkirchen und Törwang eine Volksbefragung durchgeführt, um darüber zu entscheiden, ob die vier bis dahin eigenständigen Gemeinden zu einer einzigen Gemeinde mit Verwaltungssitz in Törwang vereinigt werden sollten. Es entschieden sich 88 % der Wähler für dieses Vorhaben, und am 1. Januar 1970 wurde die neue Gemeinde Samerberg durch die Zusammenlegung von Grainbach, Roßholzen, Steinkirchen und Törwang gebildet. Seither ist Brennbichl ein Gemeindeteil von Samerberg.

### Demographie
| Jahr | Einwohnerzahl | Anmerkungen                                                                     |
| ---- | ------------- | ------------------------------------------------------------------------------- |
| 1817 | sechs         | in einem Haus                                                                   |
| 1824 | sechs         | eine Familie, in einem Haus, gezählt im Verwaltungsjahr 1823/24 des Isarkreises |
| 1861 | fünf          | zwei Gebäude                                                                    |
| 1871 | fünf          | am 1. Dezember 1871, drei Gebäude                                               |

## Verkehr
Der Weiler Brennbichl liegt an einer befestigten gewundenen Stichstraße, die von der Landstraße abzweigt, die von dem Weiler Holzmann aus an der Gaststätte ‚Jägerhäusl‘ vorbei in südlicher Richtung zum Weiler Mühlthal und von dort aus nach Nußdorf am Inn führt. Die Abzweigung, die auf eine Anhöhe unterhalb des Heubergs führt, befindet sich an der Stelle des an der Straße liegenden kleinen Wasserkraftwerks mit Staubecken. Von Brennbichl aus führt die Stichstraße noch etwas weiter bergauf nach Gritschen. Die Landstraße nach Nußdorf ist von Holzmann aus gesehen nach etwa einem Kilometer für den öffentlichen Kraftfahrzeugverkehr gesperrt. Die Entfernung von Brennbichl talabwärts nach Roßholzen beträgt etwa fünf Straßenkilometer.

## Sehenswürdigkeiten
- Westlich von Brennbichl befindet sich die Wallfahrtskapelle Mariä Heimsuchung (Spätbarock, 1720),[8] die über einen Fußweg erreicht werden kann, jedoch nicht zu Samerberg gehört.
- Über Brennbichl führen vom Alpenverein empfohlene Wanderwege ins Heuberg-Gebiet sowie nach Duft und nach Nußdorf am Inn.